# Vriesea agostiniana
Vriesea agostiniana là một loài thuộc chi Vriesea. Đây là loài đặc hữu của Brasil.